# Групова збагачувальна фабрика «Червонопартизанська»
Групова збагачувальна фабрика «Червонопартизанська» — збудована за проєктом «Південдіпрошахту» і введена в дію у 1959 році з виробничою потужністю 750 тис. тонн антрациту на рік. Згодом виробнича потужність зросла до 1600 тис. тонн на рік. Проєктна технологічна схема передбачала збагачення в мийних жолобах антрациту класу 6—100 мм і відвантаження концентрату в розсортованому вигляді. Штиб (сухий відсів 0—6 мм) і енергетичний шлам відвантажувалися на теплоенергетичні потреби окремо. У 1968 році фабрика однією з найперших здійснила заміну мийних жолобів на відсаджувальні машини. Пізніше одну машину замінили на важкосередовищний сепаратор для збагачення класу 25—300 мм, друга залишилася для збагачення класу 6—25 мм. Впроваджено також гідроциклони та стрічковий вакуум-фільтр.
Місцезнаходження: м. Червонопартизанськ, Луганська обл., залізнична станція Красна Могила.